# Mohsen Bahrami
Mohsen Bahrami (persa: محسن بهرامی; nacido el 25 de marzo de 1982 en Teherán) es un actor, presentador y actor de doblaje iraní. Se graduó de la escuela secundaria de actuación en el campo del arte y comenzó su carrera en 1994 con la serie "Friend's Footprint" (persa: ردپای دوست), pero su carrera profesional comenzó actuando en el teatro "Lost" (persa: از دست رفته) dirigida por Farhad Aslani en 2001.

## Actividades

### Teatro
Comenzó a actuar en el teatro actuando en "Lost" dirigida por Farhad Aslani. En los últimos años, ha actuado en muchas obras, las más destacadas son "Cherry Orchard" dirigida por Akbar Zanjanpour, "Dar Amaaq" dirigida por Mustafa Abdullahi, "Gol va Qadare" dirigida por Behzad Farahani, "Rag" dirigida por Ayub Aghakhani, "Padre" dirigida por Mahmoud Zendenaam, "Molly Sweeney" y "La casa está cerrada" dirigida por Shima Farahmand.
| Año  | Nombre para mostrar                                    | Director               |
| ---- | ------------------------------------------------------ | ---------------------- |
| 2001 | Perdido                                                | Farhad Aslani          |
| 2012 | Molly Sweeney                                          | Shima Farhamand        |
| 2014 | La casa está cerrada                                   | Shima Farhamand        |
| 2014 | Mi amor es el fútbol                                   | Shayan Afkari          |
| 2014 | Una obra de teatro para ti (Juega Lectura)             | Ehsan Karami           |
| 2015 | Teherán bajo las alas de los ángeles (Lectura de obra) | Nader Borhani Marand   |
| 2015 | Gol va Qadare                                          | Behzad Farahani        |
| 2015 | Las profundidades inferiores                           | Mustafa Abdullahi      |
| 2015 | Feliz cumpleaños Peyman                                | Shayan Afkari          |
| 2016 | El huerto de cerezos                                   | Akbar Zanjanpur        |
| 2017 | Hafte Asr Haftome Payeez                               | Ayub Aghakhani         |
| 2017 | El padre                                               | Mahmoud Zendenaam      |
| 2018 | Trucage (Doblaje)                                      | Mohammad Reza Qolipour |
| 2019 | Trapo                                                  | Ayub Aghakhani         |
| 2019 | El hijo                                                | Ali Moghadam           |
| 2020 | Una habitación en el Hotel Plaza (Cine)                | Maryam Bagheri         |
| 2021 | Mansión Qajari                                         | Maryam Bagheri         |
| 2023 | Lectura de rinoceronte (Jugar a leer)                  | Keyvan Kasirian        |
| 2024 | Bijan y Manijeh                                        | Shokrkhoda Goodarzi    |
| 2024 | Canciones de Tebas                                     | Ayub Aghakhani         |

En una de sus conversaciones, Bahrami describió la actuación en el teatro de la siguiente manera: "Un actor de teatro siempre debe estar preparado físicamente y en términos de actuación, y no puede retocar sus errores. En la imagen, la imagen del actor está filmada según el tamaño del encuadre que el director quiere de ti. En el teatro tienes que ser perfecto e impecable".

### Televisión
Hasta ahora, ha aparecido en series como "City Lights" dirigida por Masoud Keramati, "The Innocents" dirigida por Ahmad Amini, "It Might Happen to You Too" dirigida por Ahmad Moazzami, "Navar Zard" dirigida por Pouria Azarbaijani, Las series "Puzzle" y "Najva" dirigidas por Ebrahim Sheibani y "Salaam Aghaaye Modir" dirigidas por Alireza Tavana, y además, apareció en telefilmes como "Dar Miyaane Saayeh Haa" dirigida por Masoud Keramati y "Hidden Wisdom". Dirigida por Majid Torbati. También desempeñó un papel en la serie de televisión "Shahrag" dirigida por Seyyed Jalal Dehghani Ashkezari.
| Año  | Título                        | Director               |
| ---- | ----------------------------- | ---------------------- |
| 1994 | Serie de polvo Rade Paaye     | Abbas Ranjbar          |
| 2004 | Serie de luces de la ciudad   | Masoud Keramati        |
| 2006 | Telefilm La Sabiduría Oculta  | Majid Torbati          |
| 2007 | Telefilm de hueso             | Farhad Alizadeh Aahi   |
| 2008 | La serie de los inocentes     | Ahmad Amini            |
| 2008 | Dar Miyane Saaye Haa Telefilm | Masoud Keramati        |
| 2009 | Podría pasarte a ti también   | Ahmed Moazzemi         |
| 2014 | Rompecabezas                  | Ebrahim Sheibani       |
| 2017 | Serie Najvá                   | Ebrahim Sheibani       |
| 2017 | Serie Navaare Zard            | Pouria Azarbaijani     |
| 2019 | Salaam Aghaaye Modir          | Alireza Tavana         |
| 2020 | Serie Shahrag                 | Seyyed Jalal Ashkezari |
| 2023 | Serie Bazpors                 | Ahmad Moazzami         |
| 2024 | Serie Hasht Paa               | Ahmad Moazzami         |

Bahrami fue el presentador del concurso de televisión "Rade Paa" que se transmitió por el canal IRIB TV5.
También tuvo la experiencia de actuar en el programa "Radio Haft" del canal de televisión IRIB Amoozesh.
Bahrami también tiene una presencia destacada en el programa "Barge Aval" producido en 1400 por iFilm Channel, que es un programa centrado en libros y lectura.

### Servicios de transmisión de medios
| Año  | Título                           | Role   | Director           |
| ---- | -------------------------------- | ------ | ------------------ |
| 2024 | La serie de la jungla de asfalto | Houman | Pejman Teymourtash |

### Sevina
Bahrami ha tenido varias colaboraciones con "Sevina Group" (cine especial para personas ciegas). Este grupo fue establecido en 2018 por Gelareh Abbasi con el fin de proporcionar productos culturales y artísticos a las personas ciegas y también para apoyar las habilidades de las personas ciegas en los campos cultural y artístico del país.

### Radio
Mohsen Bahrami también ha trabajado activamente como actor de radio en el Departamento General de Artes Escénicas de la Radio desde 2009.
El programa "Namvarnameh" narrado e interpretado por Mohsen Bahrami es la primera versión radiofónica de Shahnameh, que comenzó a transmitirse el 15 de mayo de 2022, coincidiendo con el día de la preservación de la lengua persa y la conmemoración de Ferdowsi en IRIB Radio Namayesh.

### Cine
Mohsen Bahrami interpretó la voz del papel de Abbas Bin Ali en la película " Hussein Who Said No ", dirigida por Ahmad Reza Darvish.

### Audiolibros y espectáculos
También ha realizado importantes actividades en el campo de la locución para audiolibros y programas de audio, lo que se puede comprobar por su presencia como narrador y locutor en el libro de Sherlock Holmes, el audioshow de Rebecca, el libro The Picture of Dorian Gray, Fear and Trembling. libro, etc.
Interpretar el papel de Gol Mohammad de Mohsen Bahrami en la versión en audio del libro " Kelidar " de Mahmoud Dowlatabadi, considerado una de las obras de audio persas más destacadas, fue bien recibido por el público.

## Premios

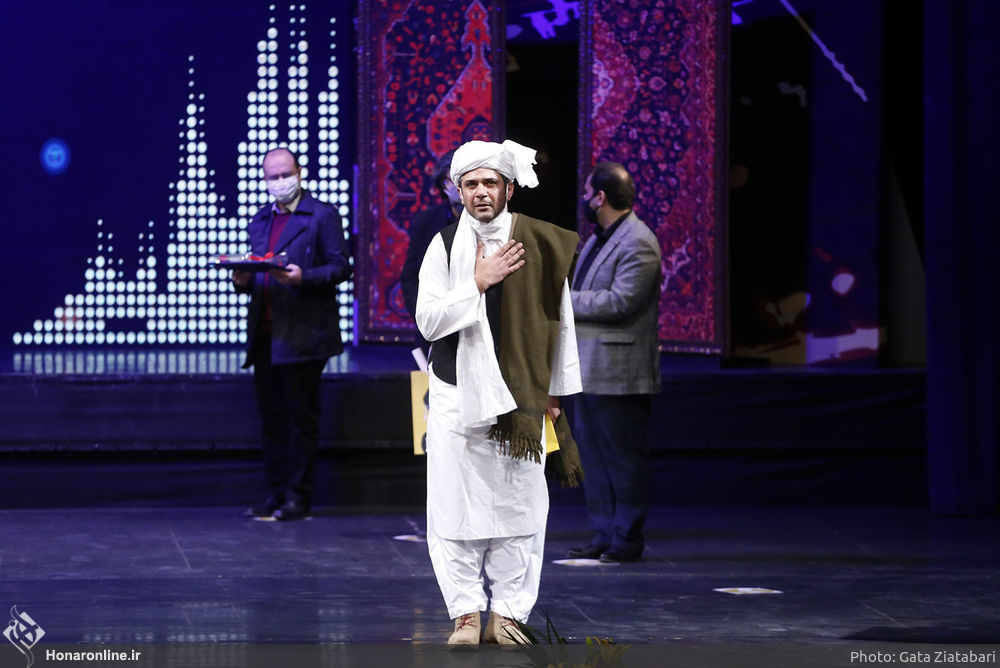
Mohsen Bahrami en la ceremonia de clausura del 36º Festival de Música Fajr

En 2009, Bahrami recibió la estatua del primer actor masculino en la sección de radioteatro del 13º Festival de Teatro Estudiantil.
Además, en la sección de anuncio de las obras electrónicas del Children's Book Council, que se celebró en agosto de 2021, Bahrami recibió la placa seleccionada y "The Small Black Fish Badge" (2019) por la narración del libro de Sherlock Holmes.
Al asistir a la ceremonia de clausura del 36º Festival de Música Fajr, como representante de la familia Dorpour, recibió un diploma honorífico al mejor canto de música de la región (Noor Mohammad Dorpour por el álbum Dordaneh).